# Barbra Banda
Barbra Banda (sinh ngày 20 tháng 3 năm 2000) là một cầu thủ bóng đá chuyên nghiệp và cựu vận động viên boxing người Zambia. Cô hiện đang thi đấu ở vị trí tiền đạo cho câu lạc bộ Orlando Pride tại giải NWSL của Hoa Kỳ và là đội trưởng của đội tuyển bóng đá nữ quốc gia Zambia. Tính đến tháng 7 năm 2021, cô là nữ cầu thủ ghi nhiều bàn thắng nhất mọi thời đại của châu Phi trong lịch sử các kỳ Thế vận hội Mùa hè. Năm 2021, cô lập kỷ lục khi ghi 2 cú hat-trick liên tiếp vào lưới Hà Lan và Trung Quốc tại giải bóng đá nữ Thế vận hội Mùa hè 2020 diễn ra trên đất Nhật Bản. Trước đó, vào năm 2020, cô là vua phá lưới tại Giải bóng đá nữ Ngoại hạng Trung Quốc.
Vào tháng 9 năm 2022, cô cùng tuyển Zambia giành chức vô địch tại Giải vô địch bóng đá nữ COSAFA 2022, một giải đấu bóng đá nữ dành cho các đội tuyển quốc gia của khu vực Nam châu Phi. 10 bàn thắng tại giải đấu đã giúp cô giành danh hiệu Vua phá lưới.

## Tiểu sử
Barbra Banda sinh ngày 20 tháng 3 năm 2000 tại Lusaka, Zambia. Cô bắt đầu nên duyên với bóng đá vào năm 7 tuổi khi cô chơi môn thể thao này trên đường phố. Barbra Banda được truyền cảm hứng từ người cha của cô, người đã dạy cô cách chơi bóng và khuyến khích cô tập luyện. Cô thi đấu cùng đội nam vì học viện nơi cô đang theo học không có đội nữ.
Sau khi được truyền cảm hứng từ vận động viên boxing chuyên nghiệp người Zambia Catherine Phiri, cô bén duyên với boxing từ năm 14 tuổi. Cô đã thi đấu boxing chuyên nghiệp 5 trận và toàn thắng cả 5 trước khi quyết định tập trung vào bóng đá.

## Sự nghiệp câu lạc bộ

### EDF Logroño, 2018–2019
Banda đã ký hợp đồng với câu lạc bộ hạng nhất của Tây Ban Nha EDF Logroño vào tháng 10 năm 2018, qua đó trở thành nữ cầu thủ đầu tiên Zambia thi đấu ở châu Âu. Cô đã ghi được 16 bàn thắng sau 28 trận thi đấu cho câu lạc bộ này.

### Shanghai Shengli, 2020–2023
Vào tháng 1 năm 2020, cô đã ký hợp đồng với câu lạc bộ đang thi đấu tại Giải bóng đá nữ Ngoại hạng Trung Quốc Shanghai Shengli. Cô ghi bàn ở phút thứ 23 ngay trong trận ra mắt đội bóng mới vào ngày 23 tháng 8 năm 2020. Banda tiếp tục ghi 18 bàn sau 13 trận đấu tại giải đấu và giúp cô nhận được danh hiệu Chiếc giày vàng với nhiều bàn thắng nhất giải đấu.

### Orlando Pride, 2024–nay
Vào ngày 7 tháng 3 năm 2024, Orlando Pride thông báo rằng đội đã ký hợp đồng bốn năm với Banda cho đến hết mùa giải 2027.

## Sự nghiệp thi đấu quốc tế

### Cấp độ trẻ
Barbra Banda từng đại diện cho U-17 nữ Zambia tham dự Giải vô địch bóng đá nữ U-17 thế giới 2014 diễn ra trên đất Costa Rica. Cô tham dự giải đấu này khi mới bước sang tuổi 14.

### Cấp độ đội tuyển quốc gia
Vào ngày 6 tháng 3 năm 2016, cô có trận đấu ra mắt đội tuyển quốc gia gặp Namibia tại vòng loại Cúp bóng đá nữ châu Phi 2016.
Cô được bầu làm đội trưởng của đội tuyển nữ Zambia tham dự Thế vận hội Mùa hè 2020 diễn ra tại Tokyo, Nhật Bản, và cũng là lần đầu tiên Zambia tham dự một giải đấu quốc tế. Trong trận đấu ra quân với Hà Lan, cô đã lập một cú hat-trick trong trận thua đậm với tỷ số 3–10, đó cũng là trận thua đậm nhất trong lịch sử bóng đá nữ Zambia, và cũng là tỷ số đậm nhất của bộ môn bóng đá nữ trong lịch sử các kỳ Thế vận hội Mùa hè. Ở trận đấu thứ hai với Trung Quốc, một lần nữa cô lập hat-trick trong trận hòa 4–4, đồng thời giúp cô trở thành cầu thủ bóng đá nữ đầu tiên lập 2 cú hat-trick trong lịch sử các kỳ Thế vận hội Mùa hè. Cô cũng là cầu thủ ghi nhiều bàn thắng nhất cho châu Phi trong lịch sử các kỳ Thế vận hội Mùa hè.
Vào ngày 6 tháng 7 năm 2022, Banda cùng ba người đồng đội, trong đó có tiền đạo Racheal Kundananji bị Liên đoàn bóng đá châu Phi ra quyết định không đủ điều kiện để thi đấu cho đội tuyển nữ Zambia trong các trận đấu thuộc vòng loại Giải vô địch bóng đá nữ thế giới và Cúp bóng đá nữ châu Phi, sau một cuộc kiểm tra xác minh giới tính cho thấy, hàm lượng testosterone tự nhiên của họ quá cao. Quyết định này của CAF đã gây ra nhiều tranh cãi, Tổ chức Theo dõi Nhân quyền đã mô tả rằng, đó là một "sự vi phạm rõ ràng" về nhân quyền của Banda. Vào tháng 8 năm 2022, sau khi tuyển nữ Zambia giành hạng ba tại Cúp bóng đá nữ châu Phi 2022 (mặc dù Banda không thi đấu), cô và 7 người đồng đội của mình đã được Quân đội Zambia thăng quân hàm, còn Banda được phong quân hàm Trung sĩ.
Vào tháng 9 năm 2022, cô cùng tuyển Zambia giành chức vô địch tại Giải vô địch bóng đá nữ COSAFA 2022, một giải đấu bóng đá nữ dành cho các đội tuyển quốc gia đến từ khu vực Nam Phi. 10 bàn thắng tại giải đấu đã giúp cô mang về danh hiệu Vua phá lưới.
Vào tháng 6 năm 2023, cô được triệu tập vào danh sách của đội tuyển nữ Zambia tham dự Giải vô địch bóng đá nữ thế giới 2023 diễn ra tại Úc và New Zealand sau khi được FIFA ra phán quyết đủ điều kiện thi đấu cho đội tuyển này vào tháng 12 năm 2022.
Vào ngày 7 tháng 7 năm 2023, cô lập cú đúp trong trận giao hữu với đội tuyển đứng thứ 2 thế giới lúc bấy giờ là Đức, giúp đội tuyển Zambia (hạng 77 thế giới) giành chiến thắng bất ngờ với tỷ số 3–2. Vào ngày 31 tháng 7 năm 2023, cô đã giành danh hiệu Cầu thủ xuất sắc nhất trận đấu sau trận thắng lịch sử của đội tuyển nữ Zambia tại Giải vô địch bóng đá nữ thế giới 2023 trước Costa Rica với tỷ số 3–1. Trong trận đấu này, cô có một pha lập công trên chấm đá phạt đền và là bàn thắng thứ 1000 trong lịch sử của giải vô địch bóng đá nữ thế giới.
Vào ngày 9 tháng 4 năm 2024, cô đã lập một cú đúp trong chiến thắng 2–0 trên sân khách trước Maroc sau hiệp phụ, qua đó giúp Zambia giành quyền tham dự Thế vận hội mùa hè 2024 khi thắng với tổng tỉ số 3–2.

### Bàn thắng quốc tế
| Số thứ tự | Ngày                 | Địa điểm                                              | Đối thủ    | Ghi bàn | Kết quả      | Giải đấu                                                      |
| --------- | -------------------- | ----------------------------------------------------- | ---------- | ------- | ------------ | ------------------------------------------------------------- |
| 1         | 13 tháng 9 năm 2017  | Sân vận động Barbourfields, Bulawayo, Zimbabwe        | Malawi     | 3–1     | 6–3          | Giải vô địch bóng đá nữ COSAFA 2017                           |
| 2         | 15 tháng 9 năm 2017  | Sân vận động Barbourfields, Bulawayo, Zimbabwe        | Zimbabwe   | 1–0     | 1–1          | Giải vô địch bóng đá nữ COSAFA 2017                           |
| 3         | 17 tháng 9 năm 2017  | Sân vận động Barbourfields, Bulawayo, Zimbabwe        | Madagascar | 2–0     | 2–1          | Giải vô địch bóng đá nữ COSAFA 2017                           |
| 4         | 17 tháng 9 năm 2017  | Sân vận động Barbourfields, Bulawayo, Zimbabwe        | Madagascar | 2–1     | 2–1          | Giải vô địch bóng đá nữ COSAFA 2017                           |
| 5         | 21 tháng 9 năm 2017  | Sân vận động Barbourfields, Bulawayo, Zimbabwe        | Nam Phi    | 1–0     | 3–3          | Giải vô địch bóng đá nữ COSAFA 2017                           |
| 6         | 23 tháng 9 năm 2017  | Sân vận động Barbourfields, Bulawayo, Zimbabwe        | Kenya      | 1–1     | 1–1          | Giải vô địch bóng đá nữ COSAFA 2017                           |
| 7         | 4 tháng 4 năm 2018   | Sân vận động Quốc gia, Dar es Salaam, Tanzania        | Tanzania   | 1–2     | 3–3          | Vòng loại Cúp bóng đá nữ châu Phi 2018                        |
| 8         | 4 tháng 4 năm 2018   | Sân vận động Quốc gia, Dar es Salaam, Tanzania        | Tanzania   | 3–3     | 3–3          | Vòng loại Cúp bóng đá nữ châu Phi 2018                        |
| 9         | 10 tháng 6 năm 2018  | Sân vận động Rufaro, Harare, Zimbabwe                 | Zimbabwe   | 2–1     | 2–1          | Vòng loại Cúp bóng đá nữ châu Phi 2018                        |
| 10        | 13 tháng 9 năm 2018  | Wolfson Stadium, Ibhayi, Nam Phi                      | Lesotho    | 2–0     | 2–0          | Giải vô địch bóng đá nữ COSAFA 2018                           |
| 11        | 18 tháng 9 năm 2018  | Wolfson Stadium, Ibhayi, Nam Phi                      | Mozambique | 3–0     | 3–0          | Giải vô địch bóng đá nữ COSAFA 2018                           |
| 12        | 4 tháng 11 năm 2020  | Wolfson Stadium, Ibhayi, Nam Phi                      | Lesotho    | 1–0     | 8–0          | Giải vô địch bóng đá nữ COSAFA 2020                           |
| 13        | 4 tháng 11 năm 2020  | Wolfson Stadium, Ibhayi, Nam Phi                      | Lesotho    | 2–0     | 8–0          | Giải vô địch bóng đá nữ COSAFA 2020                           |
| 14        | 4 tháng 11 năm 2020  | Wolfson Stadium, Ibhayi, Nam Phi                      | Lesotho    | 6–0     | 8–0          | Giải vô địch bóng đá nữ COSAFA 2020                           |
| 15        | 28 tháng 11 năm 2020 | Sân vận động San Carlos de Apoquindo, Santiago, Chile | Chile      | 1–1     | 2–1          | Giao hữu                                                      |
| 16        | 10 tháng 4 năm 2021  | Sân vận động Bidvest, Johannesburg, Nam Phi           | Nam Phi    | 1–0     | 1–3          | Giao hữu                                                      |
| 17        | 21 tháng 7 năm 2021  | Sân vận động Miyagi, Rifu, Nhật Bản                   | Hà Lan     | 1–3     | 3–10         | Thế vận hội Mùa hè 2020                                       |
| 18        | 21 tháng 7 năm 2021  | Sân vận động Miyagi, Rifu, Nhật Bản                   | Hà Lan     | 2–10    | 3–10         | Thế vận hội Mùa hè 2020                                       |
| 19        | 21 tháng 7 năm 2021  | Sân vận động Miyagi, Rifu, Nhật Bản                   | Hà Lan     | 3–10    | 3–10         | Thế vận hội Mùa hè 2020                                       |
| 20        | 24 tháng 7 năm 2021  | Sân vận động Miyagi, Rifu, Nhật Bản                   | Trung Quốc | 1–1     | 4–4          | Thế vận hội Mùa hè 2020                                       |
| 21        | 24 tháng 7 năm 2021  | Sân vận động Miyagi, Rifu, Nhật Bản                   | Trung Quốc | 3–3     | 4–4          | Thế vận hội Mùa hè 2020                                       |
| 22        | 24 tháng 7 năm 2021  | Sân vận động Miyagi, Rifu, Nhật Bản                   | Trung Quốc | 4–3     | 4–4          | Thế vận hội Mùa hè 2020                                       |
| 23        | 11 tháng 2 năm 2022  | Sân vận động Nkoloma, Lusaka, Zambia                  | Nam Phi    | 1–0     | 3–0          | Giao hữu                                                      |
| 24        | 11 tháng 2 năm 2022  | Sân vận động Nkoloma, Lusaka, Zambia                  | Nam Phi    | 3–0     | 3–0          | Giao hữu                                                      |
| 25        | 1 tháng 9 năm 2022   | Sân vận động Nelson Mandela Bay, Gqeberha, Nam Phi    | Namibia    | 1–0     | 2–0          | Giải vô địch bóng đá nữ COSAFA 2022                           |
| 26        | 1 tháng 9 năm 2022   | Sân vận động Nelson Mandela Bay, Gqeberha, Nam Phi    | Namibia    | 2–0     | 2–0          | Giải vô địch bóng đá nữ COSAFA 2022                           |
| 27        | 4 tháng 9 năm 2022   | Sân vận động NMU, Gqeberha, Nam Phi                   | Lesotho    | 1–0     | 7–0          | Giải vô địch bóng đá nữ COSAFA 2022                           |
| 28        | 4 tháng 9 năm 2022   | Sân vận động NMU, Gqeberha, Nam Phi                   | Lesotho    | 2–0     | 7–0          | Giải vô địch bóng đá nữ COSAFA 2022                           |
| 29        | 4 tháng 9 năm 2022   | Sân vận động NMU, Gqeberha, Nam Phi                   | Lesotho    | 4–0     | 7–0          | Giải vô địch bóng đá nữ COSAFA 2022                           |
| 30        | 4 tháng 9 năm 2022   | Sân vận động NMU, Gqeberha, Nam Phi                   | Lesotho    | 5–0     | 7–0          | Giải vô địch bóng đá nữ COSAFA 2022                           |
| 31        | 4 tháng 9 năm 2022   | Sân vận động NMU, Gqeberha, Nam Phi                   | Lesotho    | 6–0     | 7–0          | Giải vô địch bóng đá nữ COSAFA 2022                           |
| 32        | 6 tháng 9 năm 2022   | Sân vận động Wolfson, Gqeberha, Nam Phi               | Eswatini   | 2–0     | 2–0          | Giải vô địch bóng đá nữ COSAFA 2022                           |
| 33        | 9 tháng 9 năm 2022   | Sân vận động Wolfson, Gqeberha, Nam Phi               | Tanzania   | 1–0     | 2–1          | Giải vô địch bóng đá nữ COSAFA 2022                           |
| 34        | 11 tháng 9 năm 2022  | Sân vận động Nelson Mandela Bay, Gqeberha, Nam Phi    | Nam Phi    | 1–0     | 1–0 (s.h.p.) | Giải vô địch bóng đá nữ COSAFA 2022                           |
| 35        | 21 tháng 2 năm 2023  | Miracle Sports Complex, Alanya, Thổ Nhĩ Kỳ            | Uzbekistan | 4–0     | 4–0          | Cúp Thổ Nhĩ Kỳ 2023                                           |
| 36        | 7 tháng 4 năm 2023   | Sân vận động Suwon World Cup, Suwon, Hàn Quốc         | Hàn Quốc   | 2–1     | 2–5          | Giao hữu                                                      |
| 37        | 30 tháng 6 năm 2023  | Tissot Arena, Biel/Bienne, Thụy Sĩ                    | Thụy Sĩ    | 2–1     | 3–3          | Giao hữu                                                      |
| 38        | 7 tháng 7 năm 2023   | Sportpark Ronhof Thomas Sommer, Fürth, Đức            | Đức        | 1–0     | 3–2          | Giao hữu                                                      |
| 39        | 7 tháng 7 năm 2023   | Sportpark Ronhof Thomas Sommer, Fürth, Đức            | Đức        | 3–2     | 3–2          | Giao hữu                                                      |
| 40        | 31 tháng 7 năm 2023  | Sân vận động Waikato, Hamilton, New Zealand           | Costa Rica | 2–0     | 3–1          | Giải vô địch bóng đá nữ thế giới 2023                         |
| 41        | 22 tháng 9 năm 2023  | Sân vận động Père Jégo, Casablanca, Maroc             | Maroc      | 1–0     | 2–0          | Giao hữu                                                      |
| 42        | 22 tháng 9 năm 2023  | Sân vận động Père Jégo, Casablanca, Maroc             | Maroc      | 2–0     | 2–0          | Giao hữu                                                      |
| 43        | 26 tháng 9 năm 2023  | Sân vận động Moulay Hassan, Rabat, Maroc              | Maroc      | 3–1     | 6–2          | Giao hữu                                                      |
| 44        | 26 tháng 9 năm 2023  | Sân vận động Moulay Hassan, Rabat, Maroc              | Maroc      | 4–1     | 6–2          | Giao hữu                                                      |
| 45        | 26 tháng 9 năm 2023  | Sân vận động Moulay Hassan, Rabat, Maroc              | Maroc      | 5–1     | 6–2          | Giao hữu                                                      |
| 46        | 29 tháng 11 năm 2023 | Sân vận động 22 tháng 6, Luanda, Angola               | Angola     | 2–0     | 6–0          | Vòng loại Cúp bóng đá nữ châu Phi 2024                        |
| 47        | 29 tháng 11 năm 2023 | Sân vận động 22 tháng 6, Luanda, Angola               | Angola     | 3–0     | 6–0          | Vòng loại Cúp bóng đá nữ châu Phi 2024                        |
| 48        | 29 tháng 11 năm 2023 | Sân vận động 22 tháng 6, Luanda, Angola               | Angola     | 5–0     | 6–0          | Vòng loại Cúp bóng đá nữ châu Phi 2024                        |
| 49        | 5 tháng 12 năm 2023  | Sân vận động Levy Mwanawasa, Ndola, Zambia            | Angola     | 2–0     | 6–0          | Vòng loại Cúp bóng đá nữ châu Phi 2024                        |
| 50        | 28 tháng 2 năm 2024  | Sân vận động Levy Mwanawasa, Ndola, Zambia            | Ghana      | 1–0     | 3–3          | Vòng loại bóng đá nữ Thế vận hội Mùa hè 2024 khu vực châu Phi |
| 51        | 28 tháng 2 năm 2024  | Sân vận động Levy Mwanawasa, Ndola, Zambia            | Ghana      | 3–3     | 3–3          | Vòng loại bóng đá nữ Thế vận hội Mùa hè 2024 khu vực châu Phi |
| 52        | 9 tháng 4 năm 2024   | Sân vận động Moulay Hassan, Rabat, Maroc              | Maroc      | 1–0     | 2–0 (s.h.p.) | Vòng loại bóng đá nữ Thế vận hội Mùa hè 2024 khu vực châu Phi |
| 53        | 9 tháng 4 năm 2024   | Sân vận động Moulay Hassan, Rabat, Maroc              | Maroc      | 2–0     | 2–0 (s.h.p.) | Vòng loại bóng đá nữ Thế vận hội Mùa hè 2024 khu vực châu Phi |
| 54        | 28 tháng 7 năm 2024  | Allianz Riviera, Nice, Pháp                           | Úc         | 1–0     | 5–6          | Thế vận hội Mùa hè 2024                                       |
| 55        | 28 tháng 7 năm 2024  | Allianz Riviera, Nice, Pháp                           | Úc         | 3–1     | 5–6          | Thế vận hội Mùa hè 2024                                       |
| 56        | 28 tháng 7 năm 2024  | Allianz Riviera, Nice, Pháp                           | Úc         | 4–2     | 5–6          | Thế vận hội Mùa hè 2024                                       |

## Danh hiệu

### Zambia
- Giải vô địch bóng đá nữ COSAFA: 2022[34]

### Giải thưởng cá nhân
- Vua phá lưới Giải bóng đá nữ Ngoại hạng Trung Quốc: 2020[35]
- Vua phá lưới Giải vô địch bóng đá nữ COSAFA: 2022[26]

## Một số công việc khác
Năm 2021, Banda thành lập một quỹ mang tên nhằm hỗ trợ các chương trình thúc đẩy quyền phụ nữ và trẻ em gái để giải quyết các vấn đề bất bình đẳng kinh tế, bạo lực trên cơ sở giới, thiếu khả năng tiếp cận bình đẳng, mang thai ở tuổi vị thành niên và kết hôn sớm do sử dụng sức mạnh của thể thao. Quỹ cũng tổ chức một giải đấu bóng đá hàng năm. Trong dự án này, cô nói rằng: 
| “              | Giống như nhiều người, tôi không đến từ một nơi dư thừa và do đó giúp tôi hiểu được ý nghĩa của việc cần giúp đỡ và không ai sẵn sàng giúp đỡ bạn. Tôi cũng đã trải nghiệm cuộc sống trở nên dễ dàng hơn biết bao khi bạn có những người sẵn sàng giúp đỡ bạn trên con đường đi đến thành công. | ” |
| — Barbra Banda | |   |

Cô cũng tham gia vào dự án thiện nguyện Common Goal từ năm 2019 và cam kết dành ít nhất 1% tiền lương của mình cho một quỹ tập thể để hỗ trợ các tổ chức từ thiện bóng đá trên toàn thế giới.

## Đời tư
Banda luôn coi Cristiano Ronaldo là cầu thủ mà cô ngưỡng mộ nhất.